# 南比薩拉比亞
46°00′00″N 29°30′00″E / 46.0000°N 29.5000°E

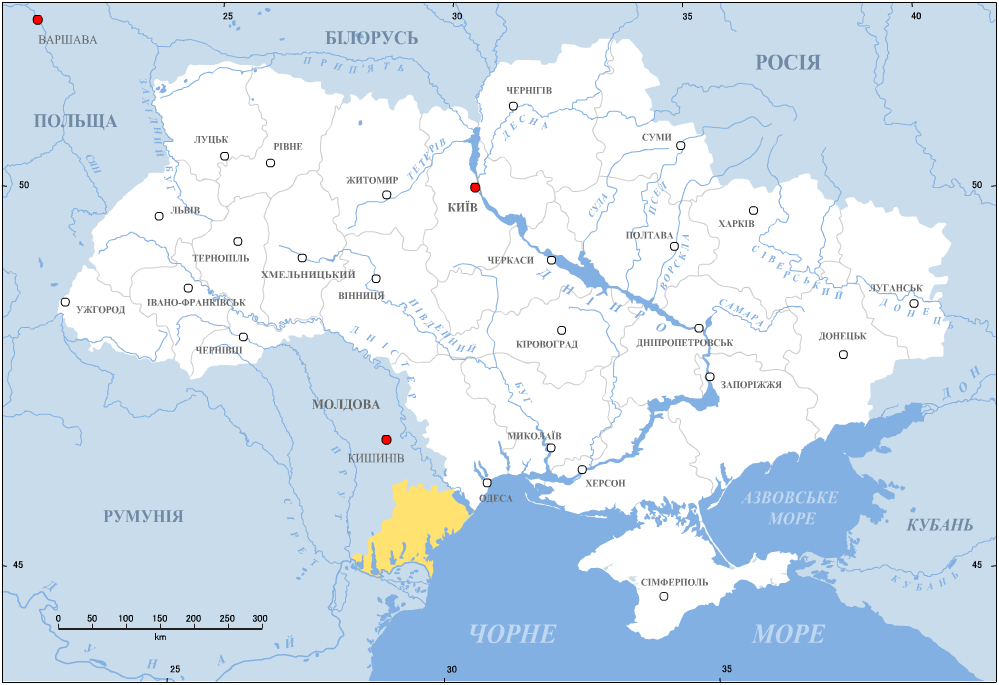
南比薩拉比亞在烏克蘭的位置

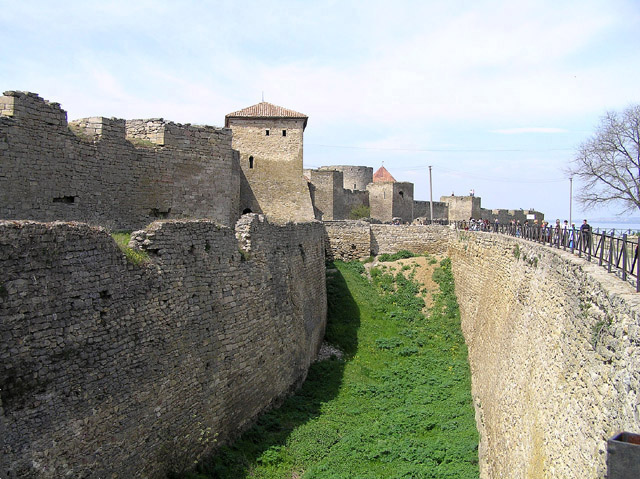
位于乌克兰敖德萨州南部的 比爾霍羅德-德涅斯特羅夫斯基的阿克尔曼城堡 (白堡)，这座建于14世纪的城堡是布贾克地区的代表性建筑

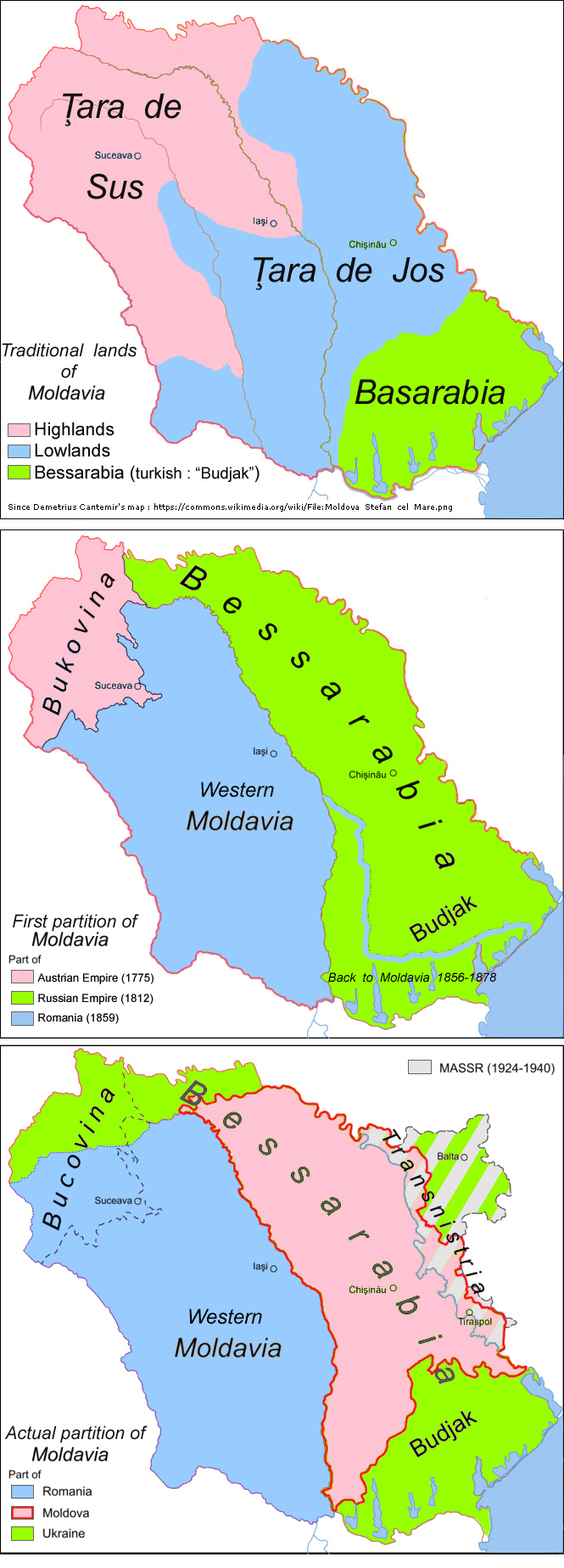
摩尔达维亚地区（包括比萨拉比亚）在不同历史时期的地图

南比薩拉比亞，也被称为布贾克（羅馬尼亞語：Bugeac，羅馬化：Budzhak），指的是位於比薩拉比亞地區南部、黑海沿岸的多瑙河下游與德涅斯特河之間的地區。現屬烏克蘭的敖德薩州。在第一次世界大戰後，該地區被劃入羅馬尼亞國境內。在苏德战争末期（1944年8月），羅馬尼亞被迫將南比薩拉比亞割讓給蘇聯，該地區被編入蘇聯的烏克蘭蘇維埃社會主義共和國。烏克蘭蘇維埃社會主義共和國曾一度在此地區設置伊茲梅爾州，1954年伊茲梅爾州撤銷後併入敖德薩州。
南比薩拉比亞位於黑海西岸，南接羅馬尼亞，北與西被摩爾多瓦包圍。